# 基蘇察新城區

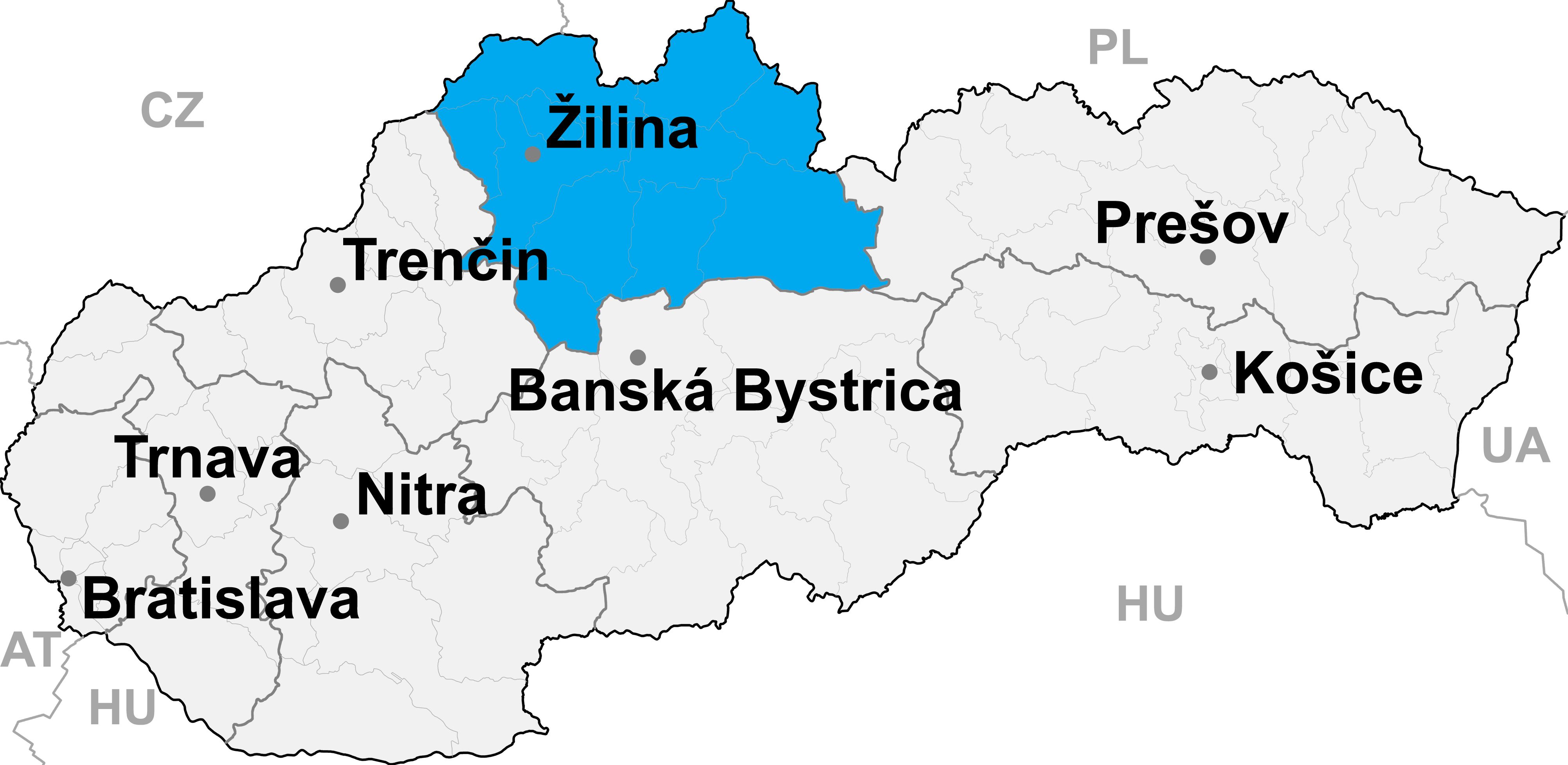

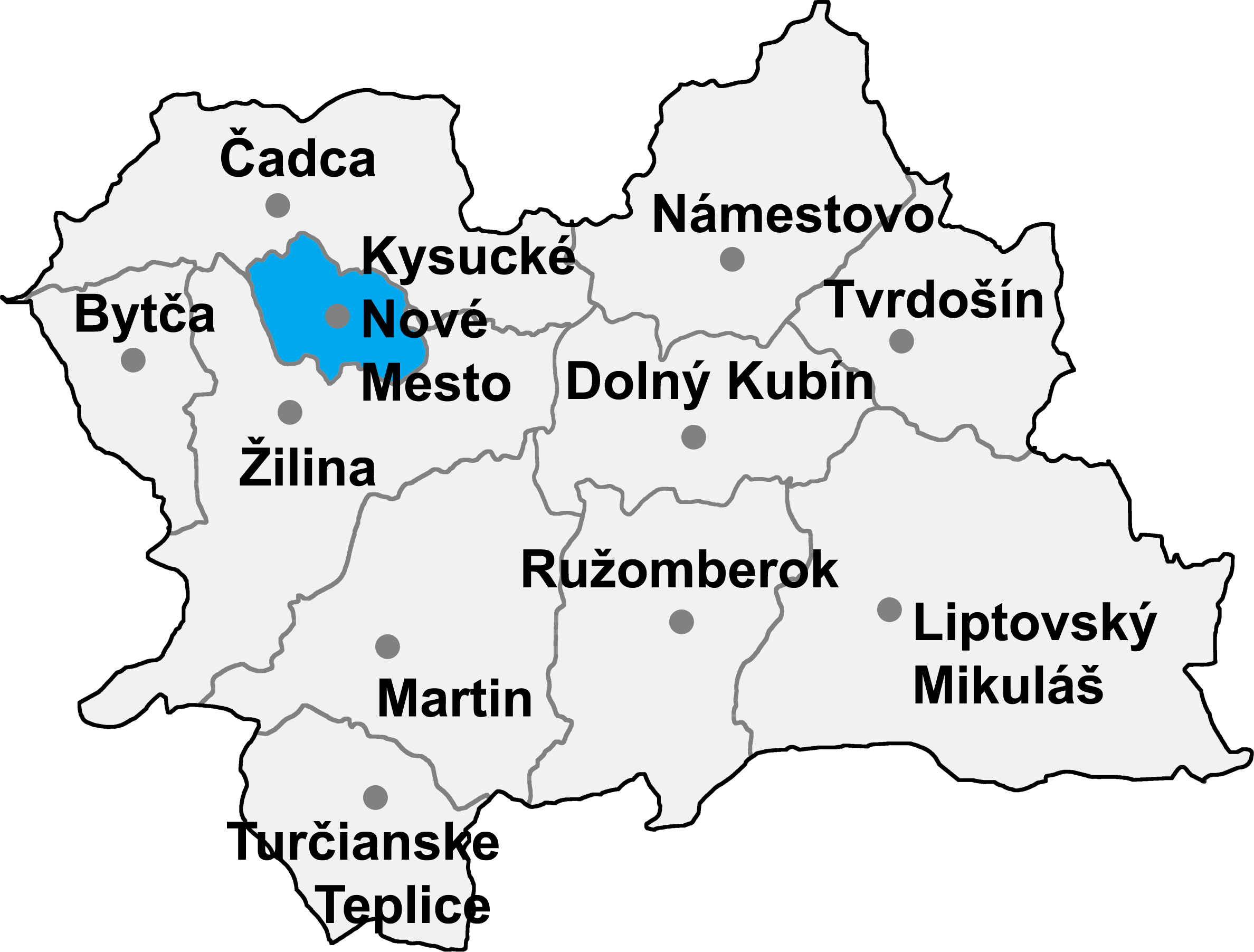

49°18′7″N 18°47′12″E / 49.30194°N 18.78667°E
基蘇察新城區，是斯洛伐克的一個區，位於該國北部，由日利納州負責管轄，面積174平方公里，2001年該區人口33,778，人口密度每平方公里190人。